# Семенки (Барский район)
Семенки (укр. Семенки) — село на Украине, находится в Барском районе Винницкой области.
Код КОАТУУ — 0520285009. Население по переписи 2001 года составляет 385 человек. Почтовый индекс — 23027. Телефонный код — 4341.
Занимает площадь 7,3 км².
В селе действует храм Воздвижения Креста Господнего Барского благочиния Винницкой и Барской епархии Украинской православной церкви.

## Адрес местного совета
23027, Винницкая область, Барский р-н, с. Терешки, ул. Ленина, 13